# Great Summer Games Stuff
Great Summer Games Stuff – dwupłytowa kompilacja z muzyką elektroniczną, wydana w 2008 r. w Niemczech przez monachijską wytwórnię Great Stuff Recordings w dwóch wersjach – kompaktowej (2xCD) oraz limitowanej winylowej (2x12", EP).
Składanka ukazała się przed XXIX Letnimi Igrzyskami Olimpijskimi w Pekinie (8–24 sierpnia 2008), jako "hołd prawom człowieka" (ang. podtytuł "A tribute to human rights"). Związane to było z kontrowersjami, jakie pojawiały się wokół organizacji olimpiady przez Chiny, które uważa się za kraj łamiący prawa człowieka – szczególnie w Tybecie.
Na kompilację w wersji CD składają się 24 utwory (po 12 na każdą z płyt kompaktowych), natomiast na kompilację w wersji 12” – 8 utworów. Każdy z nich swym tytułem reprezentuje jeden z krajów świata. Twórcami większości utworów są reprezentanci danego kraju (m.in. GusGus reprezentujący Islandię). Składankę CD otwiera utwór "Tibet", który został nagrany przez austriacki duet Makossa & Megablast. Głównym motywem tego utworu jest mantra odmawiana przez Konchoka Yoentena.
Wszystkie utwory reprezentują różnorodne gatunki i podgatunki muzyki elektronicznej, m.in. techno, minimal, tech house, house, czy electro i electroclash. Część twórców, których utwory zawarte są na składance, wykorzystała w nich elementy folkloru swych krajów (m.in. utwory: "Syria" Amira, "Turkey" Butcha, czy "Greece" Mihalisa Safriasa).

## Lista utworów

### 2xCD (#GSRCD007)
| Lp. | Wykonawca                                | Tytuł (Kraj)   | Czas |
| --- | ---------------------------------------- | -------------- | ---- |
| CD1 |                                          |                |      |
| 1.  | Makossa & Megablast Feat. Kuchok Yoenten | Tibet          | 7:03 |
| 2.  | Amir                                     | Syria          | 6:14 |
| 3.  | Namito                                   | Iran           | 6:27 |
| 4.  | Butch                                    | Turkey         | 6:10 |
| 5.  | Danilo Vigorito                          | Italy          | 6:31 |
| 6.  | Etienne De Crécy                         | France         | 6:19 |
| 7.  | Swen Weber                               | Germany        | 5:47 |
| 8.  | David Amo & Julio Navas                  | Spain          | 6:53 |
| 9.  | Tomcraft                                 | Bavaria        | 5:52 |
| 10. | Aldrin & Akien                           | Singapur       | 6:15 |
| 11. | Fergie                                   | Ireland        | 6:57 |
| 12. | Ramon Tapia                              | Belgium        | 7:07 |
| CD2 |                                          |                |      |
| 1.  | Tokyo Black Star                         | Japan          | 6:36 |
| 2.  | Rui Da Silva                             | Portugal       | 6:35 |
| 3.  | Markus Mehta                             | India          | 7:22 |
| 4.  | GusGus                                   | Iceland        | 6:45 |
| 5.  | Mihalis Safras                           | Greece         | 6:05 |
| 6.  | Steve Angello Pres. Who's Who?           | Sweden         | 7:46 |
| 7.  | OK Corral                                | Romania        | 7:01 |
| 8.  | Atomic Hooligan                          | England        | 5:34 |
| 9.  | Greg Churchill                           | New Zealand    | 5:27 |
| 10. | Tommy Trash                              | Australia      | 6:30 |
| 11. | Lucca                                    | Czech Republic | 6:57 |
| 12. | Lützenkirchen                            | Cuba           | 7:09 |

### 2x12" (#GSR067)
| Str. | Wykonawca                                | Tytuł (Kraj) | Czas |
| ---- | ---------------------------------------- | ------------ | ---- |
| A1   | Namito                                   | Iran         | 6:27 |
| A2   | Makossa & Megablast Feat. Kuchok Yoenten | Tibet        | 7:03 |
| B1   | Butch                                    | Turkey       | 6:10 |
| B2   | Fergie                                   | Ireland      | 6:57 |
| C1   | Ramon Tapia                              | Belgium      | 7:07 |
| C2   | Etienne De Crécy                         | France       | 6:19 |
| D1   | Steve Angello Pres. Who's Who?           | Sweden       | 7:46 |
| D2   | Mihalis Safras                           | Greece       | 6:05 |